# AFC Sudbury
AFC Sudbury (AFC står för "Amalgamated Football Club") är en engelsk fotbollsklubb i Sudbury, grundad den 1 juni 1999 genom en sammanslagning av Sudburys två tidigare klubbar, Sudbury Town (grundad 1885) och Sudbury Wanderers (grundad 1958). Hemmamatcherna spelas på King's Marsh. Klubbens smeknamn är  The Yellows. Klubben spelar i Isthmian League Division One North.

## Meriter
- Eastern Counties Football League Premier Division: 2000/01, 2001/02, 2002/03, 2003/04, 2004/05
- FA Vase: Tvåa 2002/03, 2003/04, 2004/05
- Eastern Counties Football League Cup: 2005/06
- Suffolk Premier Cup: 2001/02, 2002/03, 2003/04